# Qareh Boqreh
Qareh Boqreh (persiska: قَرِه بُقرِه, قَرَ بَقرَ, قَرِه بُغرِه, قَرِه بَغرِه, قَرِه بَقرِه, قره بقره) är en ort i Iran.   Den ligger i provinsen Kurdistan, i den nordvästra delen av landet, 500 km väster om huvudstaden Teheran. Qareh Boqreh ligger 1 803 meter över havet och antalet invånare är 206.
Terrängen runt Qareh Boqreh är kuperad. Runt Qareh Boqreh är det ganska glesbefolkat, med 50 invånare per kvadratkilometer. Närmaste större samhälle är Qahrābād, 15,0 km öster om Qareh Boqreh. Trakten runt Qareh Boqreh består i huvudsak av gräsmarker.